# Михаэлис, Виктор
Виктор Михаэлис — белорусский архитектор первой половины XIX века. Представитель архитектуры классицизма.

## Биография

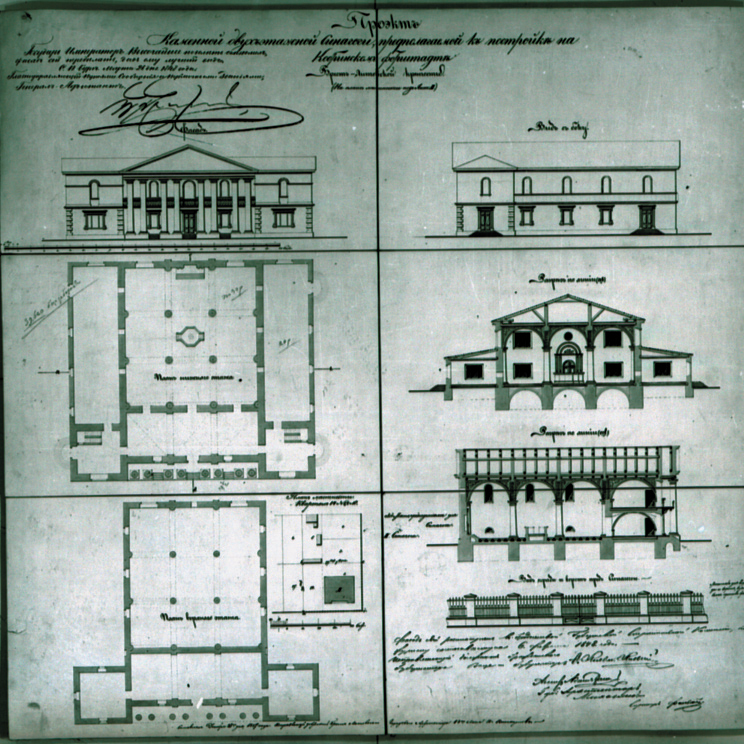
Проект синагоги в Бресте. Архитекторы Г. Валлерт, В. Михаэлиса. 1846 г.

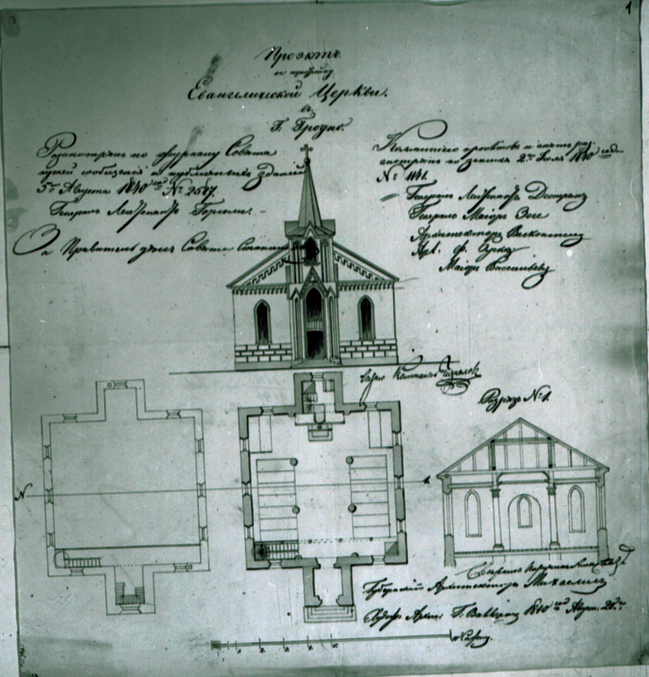
Проект евангелической церкви в Гродно. Архитекторы Г. Валлерт, В. Михаэлиса. 1810 г.

Лютеранин. Ученик Гродненского губернского архитектора К. В. Багемиле. В 1826—1849 годах работал Гродненским губернским архитектором.

## Творчество
Выполнил проекты торговых рядов в Новогрудке (1835), больницы для нижних воинских чинов, сиротского дома, богадельни для Гродненской губернии (1849), синагоги на Кобринском форштадте Брестской крепости.